# ستيف أير
ستيف أير (بالإنجليزية: Steve Eyre)‏ هو لاعب كرة قدم ومدرب كرة قدم بريطاني، ولد في 9 مايو 1972 في سالفورد في المملكة المتحدة. لعب مع هدرسفيلد تاون وويغان أتلتيك.